# Битка код Трентона
Битка код Трентона вођена је 26. децембра 1776. године између америчких и британских снага. Битка је део Америчког рата за независност и завршена је победом Американаца.

## Битка
Да би се после низа пораза у 1776. години подигао морал и обезбедио прилив нових контингената милиције, било је неопходно да америчке армије што скорије однесу неку победу. Генерал Вашингтон је одлучио да нападне слаб британски гарнизон у Трентону, главном граду Њу Џерзија (око 1200 Хесенаца). Главнина његових снага прешла је у зору 26. децембра 1776. године на леву обалу реке Делавера и, распоређена у две колоне, почела напад на Трентон. Изненађени британски гарнизон предао се после једночасовне борбе.
Акција код Трентона постигла је циљ: милиција Њу Џерзија и Пенсилваније прикључила се у већем броју Вашингтоновим снагама. То је омогућило, убрзо, 3. јануара 1777. године нову победу Вашингтона код Принстона.